# Tweet (cantante)
Tweet, cantante de neo soul y R&B nacida en Estados Unidos. Apareció en la escena musical a principios de 2002 de la mano de Missy Elliott y Timbaland. Debutó con el álbum "Southern Hummingbird", bajo la producción de Missy Elliott y Timbaland, como ya hicieran con Bubba Sparxxx. De su primer álbum destacó el sencillo "Oops (Oh my)", en especial un remix del tema junto a Fabolous, haciendo que una gran audiencia esperara la salida del álbum. Tras debutar apareció junto a Missy Elliott en el álbum "Missy E... So addictive", dentro del tema "Take away", en el que también colabora Ginuwine. Después colaboró en "Pain is love" de Ja Rule en el tema "X". En 2005 editó "It's me again", editado en Atlantic, y con singles como "Turn da lights off" junto a Missy Elliott, "Steer" o "Iceberg". 

## Discografía

### Álbumes
| Año  | Título               | Discográfica |
| ---- | -------------------- | ------------ |
| 2002 | Southern Hummingbird | Elektra      |
| 2005 | It's me again        | Atlantic     |

### Singles
| 2001 | "Take Away" (Missy Elliott con Tweet)     | 45 | 13 | -  | -  | 96 | -  | -  | -  |
| 2001 | "All Y'all" (Timbaland & Magoo con Tweet) | -  | -  | -  | -  | -  | -  | -  | -  |
| 2002 | "Oops (Oh My)" (con Missy Elliott)        | 7  | 1  | 5  | 38 | 23 | 36 | 75 | 34 |
| 2002 | "Call Me"                                 | 31 | 9  | 35 | -  | -  | -  | -  | -  |
| 2002 | "No Panties" (Trina con Tweet)            | -  | -  | -  | -  | -  | -  | -  | -  |
| 2002 | "Smoking Cigarettes"                      | -  | -  | -  | -  | -  | -  | -  | -  |
| 2003 | "Thugman" (con Missy Elliott)             | -  | -  | -  | -  | -  | -  | -  | -  |
| 2005 | "Turn Da Lights Off" (con Missy Elliott)  | -  | 39 | 29 | -  | -  | -  | -  | -  |
| 2005 | "Cab Ride"                                | -  | -  | -  | -  | -  | -  | -  | -  |

### Apariciones en álbumes
| Año  | Canción                                                | Artista                                                                                          | Álbum                                                       |
| ---- | ------------------------------------------------------ | ------------------------------------------------------------------------------------------------ | ----------------------------------------------------------- |
| 2001 | "...So Addictive (Intro)"                              | Missy Elliott con Tweet                                                                          | Miss E ...So Addictive                                      |
| 2001 | "Old School Joint"                                     | Missy Elliott                                                                                    | Miss E ...So Addictive                                      |
| 2001 | "Take Away (Radio Edit)"                               | Missy Elliott con Ginuwine & Tweet                                                               | Miss E ...So Addictive                                      |
| 2001 | "4 My People"                                          | Missy Elliott con Eve                                                                            | Miss E ...So Addictive                                      |
| 2001 | "Step Off"                                             | Missy Elliott                                                                                    | Miss E ...So Addictive                                      |
| 2001 | "X-Tasy"                                               | Missy Elliott                                                                                    | Miss E ...So Addictive                                      |
| 2001 | "X"                                                    | Ja Rule & Missy Elliott                                                                          | Violator: The Album V2.0 // Pain Is Love                    |
| 2001 | "Ugly"                                                 | Bubba Sparxxx                                                                                    | Dark Days, Bright Nights                                    |
| 2001 | "Bubba Talk"                                           | Bubba Sparxxx                                                                                    | The Wash Soundtrack // Dark Days, Bright Nights             |
| 2001 | "Funroom"                                              | Petey Pablo con Tweet                                                                            | Diary Of A Sinner: 1st Entry                                |
| 2001 | "All Y'all"                                            | Timbaland & Magoo con Tweet                                                                      | Indecent Proposal // Present                                |
| 2001 | "Love Me"                                              | Timbaland & Magoo con Tweet & Petey Pablo                                                        | Indecent Proposal                                           |
| 2002 | "That's Crazy (Remix)"                                 | P. Diddy con Black Rob, Missy Elliott, Snoop Dogg & G. Dep                                       | P. Diddy & Bad Boy Records Present... We Invented The Remix |
| 2002 | "Pocketbook (Rockwilder & Missy Elliott Remix)"        | Meshell Ndegeocello con Redman & Tweet                                                           | Cookie: The Anthropological Monkey                          |
| 2002 | "Get Away (Move On)"                                   | Tweet                                                                                            | Call Me Single                                              |
| 2002 | "Only Call On Jesus"                                   | Karen Clark Sheard                                                                               | 2nd Chance                                                  |
| 2002 | "Higher Ground"                                        | Karen Clark Sheard con Yolanda Adams, Kim Burrell, Dorinda Clark Cole, Mary Mary & Missy Elliott | 2nd Chance // Miss E ...So Addictive                        |
| 2002 | "Higher Ground (Prelude)"                              | Missy Elliott con Tweet                                                                          | Miss E ...So Addictive                                      |
| 2002 | "No Panties"                                           | Trina con Tweet                                                                                  | Diamond Princess                                            |
| 2002 | "Boogie 2nite"                                         | Tweet                                                                                            | Southern Hummingbird // The Transporter Soundtrack          |
| 2002 | "She's A Gangsta"                                      | Ms. Jade                                                                                         | Girl Interrupted                                            |
| 2002 | "Feel The Girl"                                        | Ms. Jade                                                                                         | Girl Interrupted                                            |
| 2002 | "Back In The Day"                                      | Missy Elliott con Jay-Z                                                                          | Under Construction                                          |
| 2002 | "P***ycat"                                             | Missy Elliott                                                                                    | Under Construction                                          |
| 2002 | "Nothing Out There For Me"                             | Missy Elliott con Beyoncé Knowles                                                                | Under Construction                                          |
| 2002 | "Can You Hear Me"                                      | Missy Elliott con TLC                                                                            | Under Construction                                          |
| 2002 | "Things You Say"                                       | Whitney Houston                                                                                  | Just Whitney...                                             |
| 2002 | "Could U"                                              | Sebastian con Tweet                                                                              | unreleased                                                  |
| 2003 | "American Life (Missy Elliott's American Dream Remix)" | Madonna con Missy Elliott                                                                        | American Life Single                                        |
| 2003 | "So Gone"                                              | Monica                                                                                           | After The Storm                                             |
| 2003 | "So Gone (Remix)"                                      | Monica con Busta Rhymes                                                                          | After The Storm                                             |
| 2003 | "International Affair"                                 | Mark Ronson con Sean Paul & Tweet                                                                | Here Comes The Fuzz                                         |
| 2003 | "Where Did He Go?"                                     | Jazmine Sullivan con Missy Elliott                                                               | unreleased                                                  |
| 2003 | "Thugman"                                              | Tweet con Missy Elliott                                                                          | Honey Soundtrack                                            |
| 2003 | "Hypnotic"                                             | Tweet                                                                                            | Honey Soundtrack - unreleased                               |
| 2003 | "Shook Up"                                             | Tweet con Free                                                                                   | unreleased                                                  |
| 2003 | "U-Haul"                                               | Angie Stone                                                                                      | Stone Love // Stone Hits: The Very Best Of Angie Stone      |
| 2004 | "Where Could He Be?"                                   | Aaliyah con Missy Elliottt                                                                       | unreleased                                                  |
| 2005 | "Irresistible Delicious"                               | Missy Elliott con Slick Rick                                                                     | The Cookbook                                                |
| 2005 | "Teary Eyed"                                           | Missy Elliott                                                                                    | The Cookbook // Respect M.E.                                |
| 2005 | "Time And Time Again"                                  | Missy Elliott                                                                                    | The Cookbook                                                |
| 2006 | "Gotta Move On"                                        | Mónica                                                                                           | The Makings Of Me                                           |

- Datos: Q267265